# Ibrahim Aganović
Ibrahim Aganaović (Banja Luka, 10. srpnja 1934. – Zagreb, 4. studenog 2024.) bio je hrvatski matematičar.
Godine 1958. diplomirao je na Prirodoslovno-matematičkom fakultetu u Zagrebu te doktorirao 1966. godine. Na istom je fakultetu bio zaposlen od 1959. do 2004. godine.
U suautorstvu objavio je sljedeće udžbenike:
- „Jednadžbe matematičke fizike” (1985.)
- „Uvod u analitičku mehaniku” (1990.)
- „Linearne diferencijalne jednadžbe” (1997.)